# Plectris kulzeri
Plectris kulzeri är en skalbaggsart som beskrevs av Frey 1967. Plectris kulzeri ingår i släktet Plectris och familjen Melolonthidae. Inga underarter finns listade i Catalogue of Life.